# (10725) Sukunabikona
(10725) Sukunabikona es un asteroide perteneciente al cinturón de asteroides, descubierto el 22 de noviembre de 1986 por Kenzo Suzuki y el también astrónomo Takeshi Urata desde el Toyota Observatory, Japón.

## Designación y nombre
Designado provisionalmente como 1986 WB. Fue nombrado por Sukunabikona, un dios japonés de carácter travieso. Aunque era muy pequeño, dominó la tierra con el dios Ookuninushi-no-mikoto.

## Características orbitales
(10725) Sukunabikona está situado a una distancia media del Sol de 2,317 ua, pudiendo alejarse hasta 2,613 ua y acercarse hasta 2,021 ua. Su excentricidad es 0,128 y la inclinación orbital 7,397 grados. Emplea 1288,30 días en completar una órbita alrededor del Sol.

## Características físicas
La magnitud absoluta de (10725) Sukunabikona es 14,12. Tiene 3,075 km de diámetro y su albedo se estima en 0,428.